# لويس لارسن
لويس لارسن (بالدنماركية: Louis Edmund Larsen)‏ هو لاعب جمباز فني دنماركي، ولد في 10 يناير 1874 في كوبنهاغن في الدنمارك، وتوفي في 26 مايو 1950 في هليرب ‏ في الدنمارك.

## وصلات خارجية
- لويس لارسن على موقع أوليمبيديا (الإنجليزية)